# Câmpeni
Câmpeni (tysk: Topesdorf; ungarsk: Topánfalva) er en by i distriktet  Alba i Transsylvanien, Rumænien. Byen administrerer 21 landsbyer: Boncești, Borlești, Botești (Botesbánya), Certege (Csertés), Coasta Vâscului, Dănduț, Dealu Bistrii, Dealu Capsei, Dric, Fața Abrudului, Florești, Furduiești, Mihoești, Motorăști, Peste Valea Bistrii, Poduri, Sorlița, Tomușești, Valea Bistrii, Valea Caselor, og Vârși (Virs).
Byen har 6.569 (2021) indbyggere.

## Historie
Byen har historisk betydning som hovedstad i regionen "Țara Moților" (tysk: Motzenland). Det menes at være stedet, hvor Horea, Cloșca og Crișans oprør (en) (1784-1785) startede. Horea blev født i nærheden af Câmpeni i landsbyen, der tidligere hed Arada (siden omdøbt til Horea). Hans kælder er en turistattraktion i byen.
Under Transsylvanske revolution i 1848 var Câmpeni politisk og militær højborg for Avram Iancu (en), en revolutionær leder af den transsylvanske rumænske nationalbevægelse. Avram Iancu-museet ligger i byen.